# Гернсбах
Гернсбах (њем. Gernsbach) град је у њемачкој савезној држави Баден-Виртемберг. Једно је од 23 општинска средишта округа Раштат. Према процјени из 2010. у граду је живјело 14.438 становника. Посједује регионалну шифру (AGS) 8216017.

## Географски и демографски подаци
Гернсбах се налази у савезној држави Баден-Виртемберг у округу Раштат. Град се налази на надморској висини од 174 метра. Површина општине износи 82,1 km². У самом граду је, према процјени из 2010. године, живјело 14.438 становника. Просјечна густина становништва износи 176 становника/km².

## Међународна сарадња
| Мјесто   | Држава    | Врста сарадње | Од    |
| -------- | --------- | ------------- | ----- |
| Лавов    | Украјина  | контакт       | 1991. |
| Макарска | Хрватска  | контакт       | 1993. |
| Бакара   | Француска | партнерство   | 1964. |
| Извор    |           |               |       |